# Горненское сельское поселение (Хабаровский край)
Горненское сельское поселение — муниципальное образование в Солнечном районе Хабаровского края Российской Федерации.
Административный центр и единственный населённый пункт — посёлок Горный (до 2018 года — рабочий посёлок).

## История
Образовано в 2004 году как Горненское городское поселение. 1 мая 2018 года преобразовано в Горненское сельское поселение.

## Население
| 2010  | 2011  | 2012  | 2013  | 2014  | 2015  | 2016  |
| ----- | ----- | ----- | ----- | ----- | ----- | ----- |
| 1523  | ↗1537 | ↗1579 | ↗1612 | ↘1604 | ↘1536 | ↘1482 |
| 2017  | 2018  | 2019  | 2020  | 2021  |       |       |
| ↘1461 | ↘1412 | ↘1359 | →1359 | ↘1134 |       |       |